# ولیکا گردا
ولیکا گردا (به لاتین: Velika Greda}} یک منطقهٔ مسکونی در صربستان است که در South Banat District واقع شده‌است.

## خصوصیات
ولیکا گردا ۱٬۳۷۴ نفر جمعیت دارد و ۷۴ متر بالاتر از سطح دریا واقع شده‌است.